# شهرستان اسکات (ایندیانا)
شهرستان اسکات، ایندیانا (به انگلیسی: Scott County, Indiana) شهرستانی در ایالات متحده آمریکا است که در ایندیانا واقع شده‌است.